# Pseudostenophylax edwardsi
Pseudostenophylax edwardsi är en nattsländeart som först beskrevs av Banks 1920.  Pseudostenophylax edwardsi ingår i släktet Pseudostenophylax och familjen husmasknattsländor. Inga underarter finns listade i Catalogue of Life.